# 石川コウ
石川 コウ（いしかわ こう、1980年6月7日 - ）は、秋田県本荘市（現：由利本荘市）出身のシンガーソングライター。血液型はB型。敬和学園高等学校時代に曲作りを始め、仙台の専門学校時代に音楽活動を始める。
2002年、ビクターエンタテインメント主催で行われたオーディション「東北セレクション2002」に参加。最優秀アーティストに選ばれる。その後、Aja RECORDSより、マキシシングル『家族写真』でインディーズデビュー。

## 略歴
- 2000年、自主制作CD『夏に見た夢』発売。
- 2002年、ビクターエンタテインメント主催で行われたオーディション「東北セレクション2002」に参加。その後、Aja RECORDESよりマキシシングル『家族写真』でCDデビュー。
- 2003年、オムニバスCD『M.UMA!』[1]に『月の住人』で参加。自身初のワンマンLIVE「家族写真」を仙台LIVE HOUSE ennで行う。
- 2004年、自主制作CD『色あせてもなお美しい世界に』発売。東北・新潟・東京ツアー・地元秋田で初のワンマンLIVE。NHK朝の連続テレビ小説「天花」にミュージシャン役で出演。
- 2007年、ビクターエンタテインメントのrookiestar labelから『白い月』『知らぬ花』の2曲が配信。
- 2008年、アルバム『舌の根の乾かぬ間に』リリース。
- 2009年、3月8日にZepp仙台で開催された伊達者音楽闘技場round3に出演[2]。4月26日に秋田市民交流プラザで行われた、アルヴェバンド博覧会2009に参加[3]。

## 作品

### 自主制作
- 「夏に見た夢」（2000年4月）限定発売

1. 急ぎ足
2. 夏に見た夢
3. 寂しい夜に

- 「色あせてもなお美しい世界に」（2004年3月）限定発売

1. スローモーション
2. もくれん
3. 白い月
4. ホームラン
5. 素っ裸
6. 真っ二つ
7. 日々の終わり
8. 桃色

### シングル
- 「家族写真」（2002年8月5日） 品番AJA-30003

1. 家族写真
2. 腕時計
3. 明日を生きるために

### アルバム
- 「舌の根の乾かぬ間に」 （2008年2月29日） 品番CHR-001

1. SUPER FLAT
2. 小さな虹
3. 落葉ダンス
4. ホームラン
5. 素っ裸
6. 春空
7. 下心
8. 君の迷いを断ち切る為に
9. 桃色
10. 人知れず

### 参加アルバム
- コンピレーションCD「M-UMA!」（2003年6月25日） 品番：M.UMA-0001

『月の住人』で参加

### インターネット配信限定
- 「月の住人－アコースティックバージョン－」「知らぬ花」（2007年5月23日）

ビクターの音楽配信レーベルrookiestarより、2曲ネット配信